# Toddlers & Tiaras
Toddlers & Tiaras est une émission de téléréalité américaine diffusée depuis 2009 sur la chaîne de télévision TLC. L'émission suit le quotidien du monde des concours de beauté pour enfants, chacune des émissions suivant le parcours de trois familles différentes, de la préparation au concours à la compétition et à la remise des trophées. L'émission est produite par Authentic Entertainment, filiale américaine de la société de production Endemol. La série comporte 4 saisons.
L'émission a donné lieu a une émission dérivée, Here Comes Honey Boo Boo, centrée sur le quotidien de la famille Thompson, dont la fille Alana concourait à l'une des élections de la quatrième saison.